# Oczodół

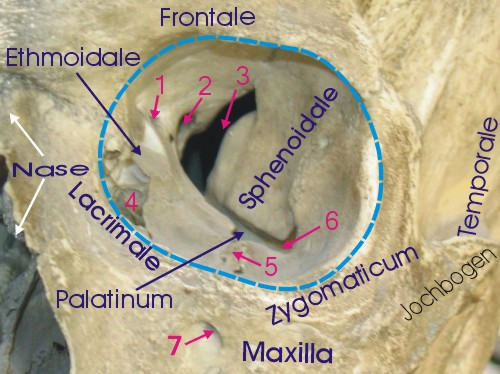
Oczodół – widok od przodu

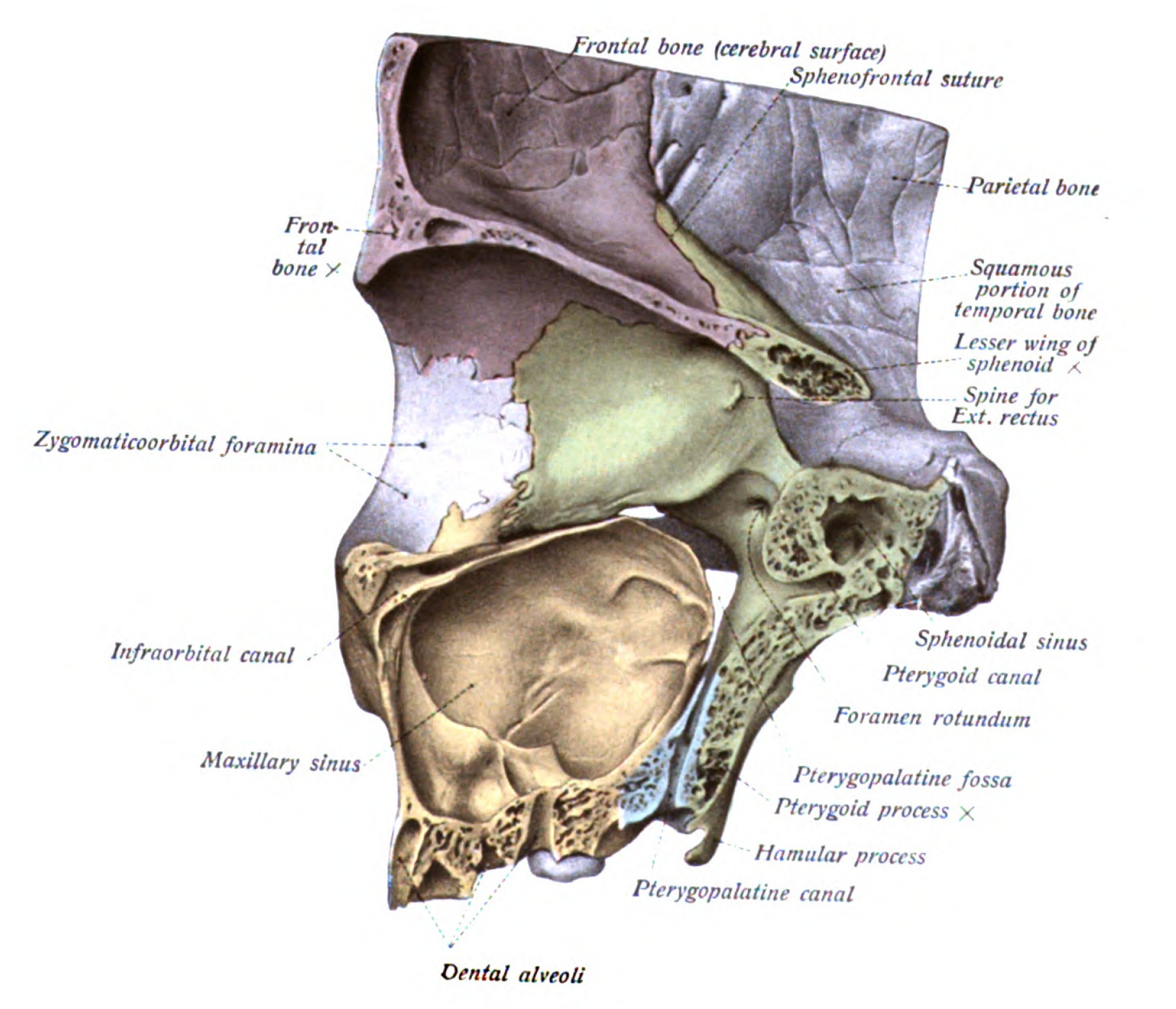
Dolna ściana oczodołu

Oczodół (łac. orbita) – jama kostna pomiędzy mózgoczaszką a twarzoczaszką, w której umieszczona jest gałka oczna. Występuje parzyście. Oczodół ma kształt stożka, którego podstawę tworzy wejście do oczodołu. U góry wejście do oczodołu ogranicza brzeg nadoczodołowy kości czołowej, u dołu szczęka i kość jarzmowa, tworząc brzeg podoczodołowy, ponadto budują go kość łzowa, sitowa, klinowa oraz podniebienna. 
Oczodół ograniczają cztery ściany: górna, dolna, przyśrodkowa i boczna. Ściana górna tworzona jest przez część oczodołową kości czołowej i skrzydło mniejsze kości klinowej, ściana dolna przez powierzchnię oczodołową trzonu szczęki, część powierzchni oczodołowej kości jarzmowej i wyrostek oczodołowy kości podniebiennej, ściana przyśrodkowa przez tylny odcinek wyrostka czołowego szczęki, kość łzową, blaszkę oczodołową kości sitowej i małą część trzonu kości klinowej, a ściana boczna przez powierzchnię oczodołową kości jarzmowej i powierzchnię oczodołową skrzydła większego kości klinowej.
W odcinku przednio-bocznym sklepienia oczodołu znajduje się dół gruczołu łzowego. W pobliżu wejścia do oczodołu na ścianie przyśrodkowej leży dół woreczka łzowego, przechodzi on ku dołowi w kanał nosowo-łzowy. W obrębie oczodołu znajduje się kanał nerwu wzrokowego, przez który przechodzi nerw wzrokowy wraz z tętnicą oczną, która oddaje tętnice środkową siatkówki wnikającą do nerwu 1cm – 1,5cm przed gałką oczną. Ponadto w oczodole znaleźć można szczelinę oczodołową górną, przez którą przebiega nerw czołowy, nerw nadoczodołowy, nerw nosowo-rzęskowy, nerw okoruchowy, nerw bloczkowy, nerw odwodzący i żyła oczna górna, a także szczelina oczodołowa dolna, której zawartość stanowią nerw podoczodołowy, nerw jarzmowy, tętnica podoczodołowa, żyła podoczodołowa i żyła oczna dolna.
Przyczyny chorób oczodołu:
- u dzieci: zapalenie tkanek oczodołu, torbiel skórzasta i naskórkowa, naczyniak włośniczkowy i limfatyczny oraz rzadko spotykane: nerwiakowłókniak, mięsak komórek prążkowanych, glejak nerwu wzrokowego, białaczka.
- u dorosłych: uraz, oftalmopatia tarczycowa, idiopatyczna choroba zapalna oczodołu, zapalenie i guzy gruczołu łzowego, naczyniak jamisty, żylaki i naczyniak limfatyczny, chłoniak i choroba limfoproliferacyjna, oponiak (nerwu wzrokowego lub skrzydła kości klinowej), przerzuty.